# Setra

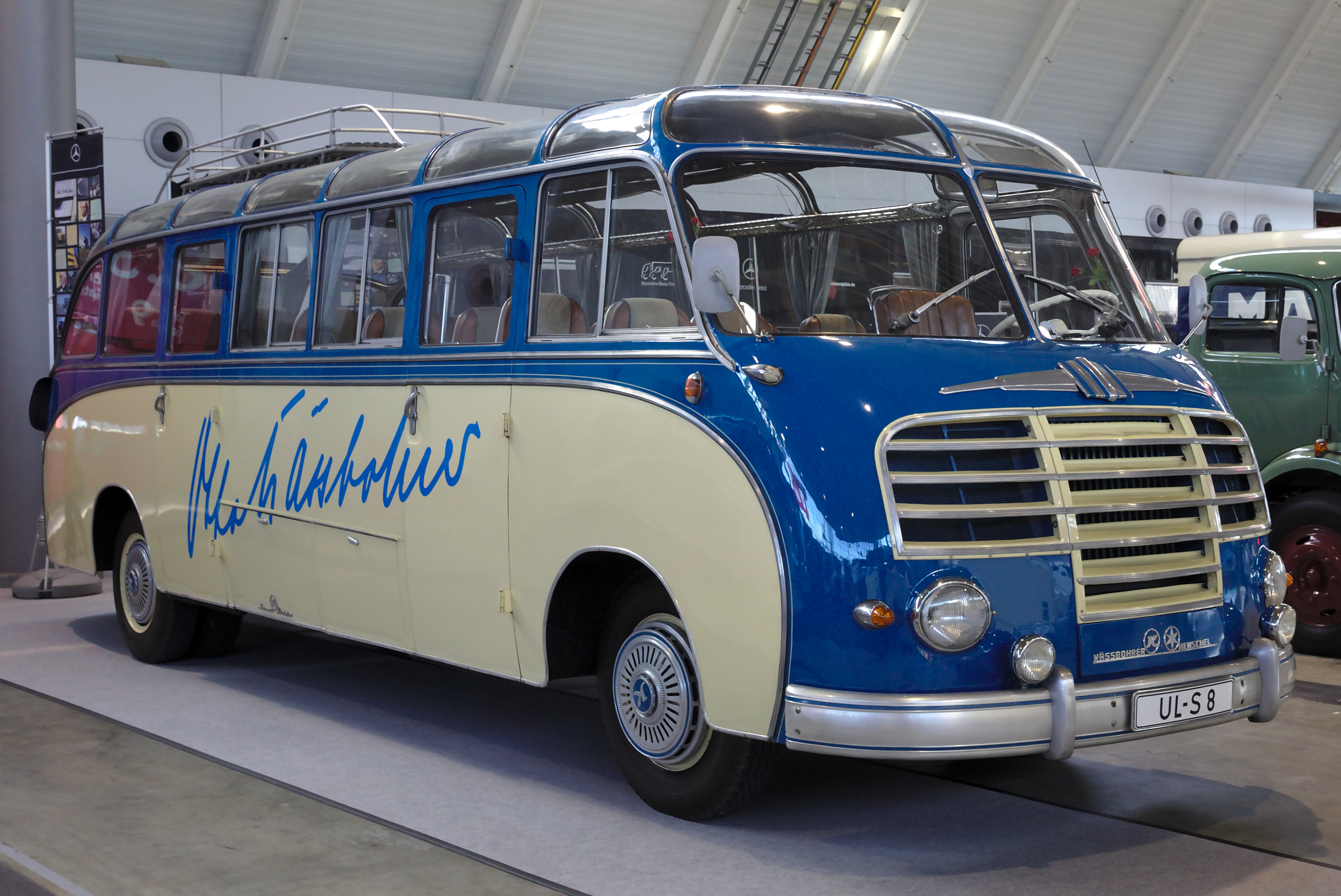
Setra S8 de 1951.

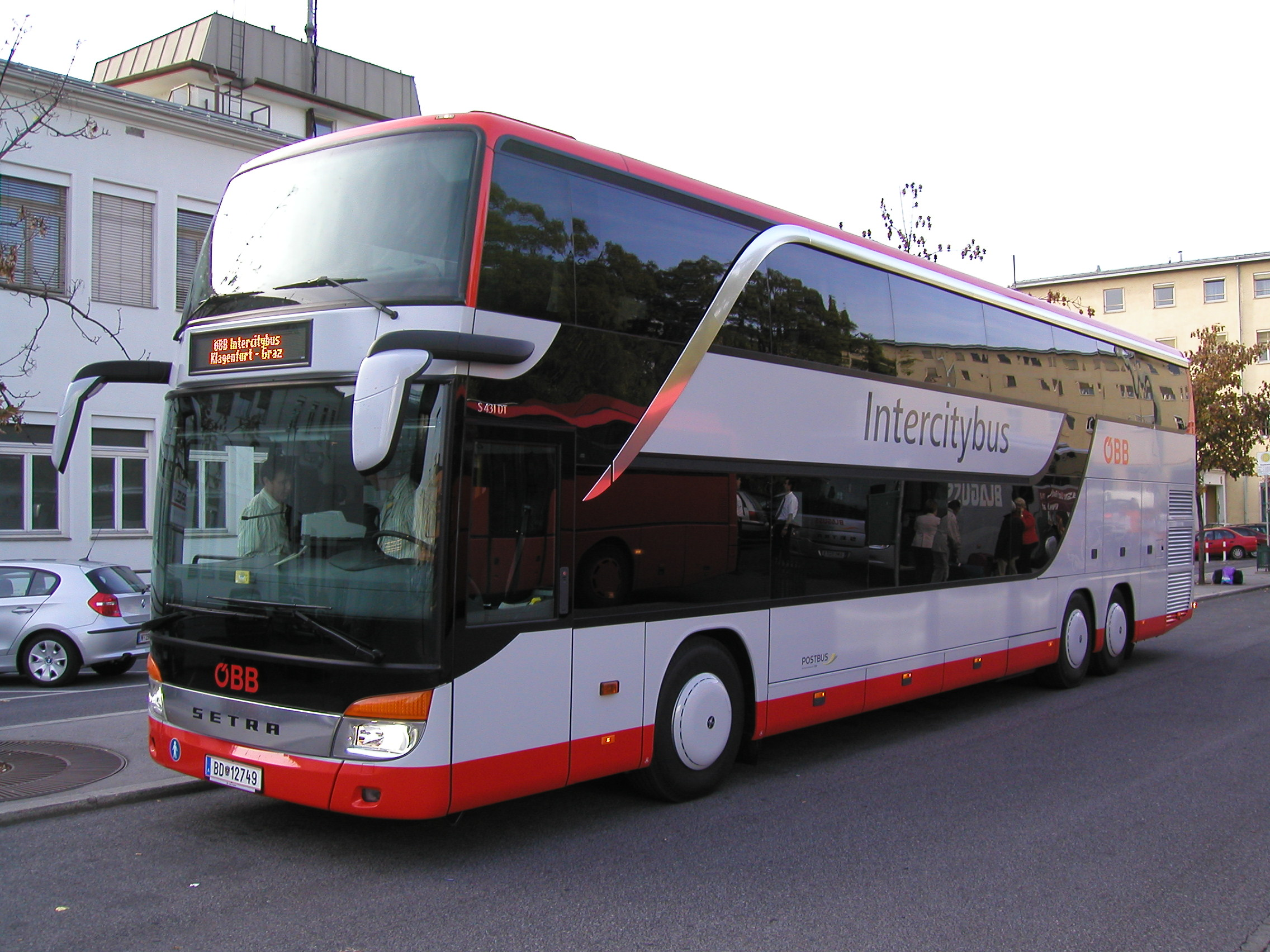
Setra S431 DT actual.

Setra es una marca de autocares para el transporte de pasajeros. La empresa EvoBus GmbH fabrica estos autocares en su planta de Neu-Ulm, Alemania, y en épocas recientes se ha convertido en filial de Daimler Truck AG. 
El nombre «Setra» proviene de la palabra en alemán «Selbsttragend» (autoportante). Lo cual hace referencia a la característica integral utilizada en la construcción de los vehículos en la década de 1950 cuando las empresas competidoras todavía producían vehículos con el chasis separado del cuerpo principal (los cuales a menudo eran fabricados por distintas empresas). Es probable que la elección del nombre también fuera influenciada en estrategias de marketing para ganar mercados de exportación, ya que el nombre «Kässbohrer» podía ser difícil de pronunciar para personas que no hablan el idioma alemán. 
Hasta 1995 la empresa operó bajo el nombre Kässbohrer-Setra, pero a causa de dificultades económicas ese año fue vendida a Daimler-Benz AG, la que a partir de 1998 pasó a ser referida por el nombre de DaimlerChrysler AG y posteriormente Daimler AG. Desde 1995, Setra es una de las marcas de EvoBus GmbH, empresa filial de Daimler Truck AG.

## Productos
Top Class: La gama de autocares de lujo y de más categoría del constructor alemán 
- S 515 HDH
- S 516 HDH
- S 517 HDH
- S 431 DT
- S 531 DT

Confort Class 500: La gama de autocares de uso interurbano y para viajes (Lanzada al mercado en enero de 2013)
- S 511 HD
- S 515 HD
- S 516 HD
- S 516 HD/2
- S 517 HD
- S 519 HD

Multi Class: La gama de autobuses de uso urbano y convencional.
- S 412 UL Euro VI
- S 415 UL Euro VI
- S 416 UL Euro VI
- S 417 UL Euro VI
- S 419 UL Euro VI
- S 415 H Euro VI
- S 416 H Euro VI
- S 415 UL Business Euro VI
- S 416 UL Business Euro VI
- S 417 UL Business Euro VI
- S 415 LE Business Euro VI
- S 416 LE Business Euro VI